# 天津市第二十中学
天津市第二十中学是首批市级重点中学，建校于1952年，前身包括天津私立浙江中学和津华女子中学。1953年成为天津市市级重点中学。1955年，二十中学迁入湖北路59号，即现时高中部校舍。初中部设立于和平区泰安道13号。湖北路校区主楼为天津英租界时期英国文法学校的主楼，校园内种有法国梧桐、金银花、海棠。

## 历史沿革
1950年9月9日，天津市教育局任命私立浙江中学原正副主任委员张亚丽、高治中代理正副校长职务。1951年8月，私立浙江中学和津华女子中学两校合并，名浙江中学。
1952年4月，浙江中学由天津市教育局接收，按全市公立学校教目顺序排列，定名天津市第二十中学，由原浙江中学校长张亚丽任校长。初成立时，学校“地跨二区、校分四舍”，即总校在赤峰道与河北路交口，一分校在总校后身，二分校在河北路上，音乐教室在一分校对面。
1953年，天津市第二十中学确立为市级重点中学，并承担教学改革和学制改革试验的任务。
1954年，天津市政府批准天津市第二十中学迁入已经做完市民政局办公用房的原英国文法学校旧址办学。
1955年，学校由赤峰道校区搬入湖北路校区。
1955年，第二十一业余中学利用天津市第二十中学教室晚上教学。
1958年9月，天津市第二十中学与新华区中心小学（现重庆道小学）、新华区第一幼儿园（现和平区第一幼儿园）合并，并更名为天津市第二十中学附属小学，天津市第二十中学附属幼儿部。
1960年3月，开始“九年一贯制”的学制改革试验。中学学制六年改为四年，教材采取“删繁就简”，并将初一的部分内容下放到小学。小学学制六年改为五年。幼儿园实验大班儿童学习语数的初小的内容，故亦称为“中、小、幼一条龙”试验。
1961年，组织教员至北京参加学制改革试验展览。决定采用景山学校的“十年制”教材，调整学制，改为“十年一贯制”。
1963年，撤销了“一条龙”管理体制，幼儿部与中学部小学部分离。
1964年4月，教育部发行中学提高程度统编教材，决定采用该教材，故调整学制，改为“九二制”即“十一年一贯制”。由于学制的不断调整，学校组织机构也的相应的变化。
1966年5月，文化大革命爆发，学校开始停课。
1968年，军宣队、工宣队先后进驻学校，成立二十中学革命委员会。8月，学制改革试验停止，中学部与小学部分离。
1969年11月，恢复党支部。
1972年春，学校党支部、革委会、工宣队、军宣队联席会议决定：“自力更生，白手起家，艰苦奋斗”。学校领导与教师带领70届100多名学生在西郊区大、小南河南洼的100亩撂荒盐碱地上与永红公社、大小南河生产队合作进行改造监碱地和校办农场基建工作。
1975年，进行半天劳动生产、半天上课的教学改革。例如语文：以语文教学写为龙头，带动听、说、读教学与农村调查相结合的大语文改革；生物：植物生长条件与农作物（玉米）种植实践、理论相结合的改革；化学：酸、碱、盐教学与盐碱地改造相结合的改革。
1978年3月，天津市教育局重新确立二十中学为市级重点中学。5月，军宣队、工宣队相继撤离学校。学校革委会撤销，实行党支部领导下的校长分工负责制。
1981年，天津市第二十中学被确定为市属区管重点中学。
1982年，学校实验大楼峻工，内设物理、化学、生物实验室、语音室、计算机房。（现为学校食堂）
1983年，原英国文法学校校长伍德（John Emmett Woodall）率五十多人的校友团来校寻记忆之根，并向学校赠送其早年穿过的校袍。自此，校探访人数渐多，沟通渠道逐渐通畅。
1985年，校办农场变卖。今农场农舍已被拆除，改建为小南河渔业公司办公室接待室，农田改作鱼塘。
1991年，主楼进行了第一次大规模的维修。
1995年，创立公办民助天津市双菱中学，时为初中校。1998年改为完中校。2007年转制为私立校。校址原在湖南路3号（原电子职校），后曾迁往泰安道13号（原59中），今在湖北路2号（原21中）。
1999年，天津市教育局将原电子职校（南海路3号）校舍调归天津市第二十中学。该校区校舍进行全面装修，建成多媒体网络教室，操场南盖起两层实验楼。
2006年7月12日，示范校建设工程开始打桩。英国文法学校主楼彻底大修。
2007年5月，操场西教室、传达室拆除。办公部门临时迁往南海路校区。
2007年8月，示范校建设竣工，建筑面积25955平方米，整体建筑风格与老校舍一致。已拆除的潘复楼移址重建，作为天津市第二十中学办公行政楼。南海路校区归还教育局。
2008年，春季学期，学校职员陆续搬入新办公楼，潘复楼正式启用。
2009年3月，西后院建设为人造草藤球运动场。

## 校长
1952年4月至1953年2月，张亚丽任天津市第二十中学校长。1953年2月，张亚丽调离，至河北大学任副教授。1953年2月，天津市教育局派沈慧儒出任校长。1954年，其力促天津市第二十中学搬入原天津英国文法学校校址。1957年10月，反右运动中，校长沈慧儒被划为“右派”，停止一切职务，留在资料室工作。1959年，沈慧儒被取消右派身份，即“摘帽右派”，教初中历史课。1960年1月，根据中华人民共和国国务院《关于确实表现改好了的右派分子的处理问题的决定》，沈慧儒成为中国第一批正式宣布摘掉“右派”帽子名单中的一员。文革期间惨遭迫害毒打，于1966年9月17日自杀去世，1979年9月11日，沈慧儒追悼会在天津烈士陵园举行，沈慧儒的“右派”身份得以平反。1957年10月至1968年5月，魏偕元任第三任校长。
1968年1月至1969年11月，李文起任第二十中学革委会主任，相当于校长。1968年5月至1972年4月，王玉桓任革委会主任。1972年4月至1975年9月，姜籍甫任革委会主任。1975年9月至1977年7月，张茂春任革委会主任。
1978年5月至1980年9月，魏偕元任校长，后调至天津教育学院任院长。1983年8月至1994年10月，贾淑娴任校长。1994年10月至2004年4月，赵淑珍任校长。2004年4月至2010年12月，王晓驰任校长。2010年12月至2015年12月，张永泉任校长。2015年12月，王杰任校长。

## 教师资历
二十中学现有教职工210名，其中43%的教师具有高级专技人员职称。二十中学曾先后培养出10名天津市特级教师，3位和平区首席教师。此外还有区级名教师11人，市、区级学科带头人20人，多人被评为国家、市级劳动模范、优秀教师、市级优秀园丁、优秀班主任、青年师德标兵。

## 校友
- 张俊秀，1947年考入浙江中学。五十年代至六十年代，任中国国家足球队主力门将。1985年，任国家足球集训队领队兼教练。
- 皮黔生，文革时期为二十中学初中学生，曾任天津市委常委、天津滨海新区管理委员会主任。2010年11月12日，辽宁省高级法院终审判决，认定皮黔生犯受贿罪、滥用职权罪，决定执行死刑，缓期两年执行，剥夺政治权利终身，没收个人全部财产。[4]
- 朱新华，为1960年实行“九年一贯制”时期学生，朱德孙女，现为解放军总医院干休所卫生所所长、主任医师。[5]
- 娄向丽，原天津市政协副主席娄凝先与作家袁静之女。1964年，娄向丽为天津市第二十中学乒乓球队的成员，代表天津参加全国少年乒乓球比赛，获得了团体亚军、单打季军。[6]
- 秦刚，男，1966年3月生，籍贯河北。国际关系学院（82级）毕业。2005年至2010年8月，秦刚担任外交部发言人、新闻司副司长一职。2010年9月，秦刚赴中国驻大不列颠及北爱尔兰联合王国（英国）大使馆任公使。现任外交部副部长。

## 主要学生组织
1950年代，学生乒乓球队有队员十名，后发展到二十名左右，多次获得市比赛团体第一名。六十年代，在天津市射击业校的帮助下成立射击队，有男女队员各十几名。另有田径队、游泳队、排球队、篮球队。
1984年，应学校教学计划成立航模组、无线电组、化学小星火计划组、小诗社、写作提高组、戏剧朗诵组、生物花卉组、合唱队、舞蹈队等，定每年四月份为“校园文化月”。

## 设施
天津市第二十中学有校舍2处、主要建筑有教学楼4座、多功能办公楼2憧：

湖北路校区：占地面积25955平方米，建筑面积共25，955平方米：
| - 主楼 - 图书馆（一楼） - 电子阅览室 - 体美训练馆 - 音乐教室 - 阅览室（三楼）                                                                                   |
| - 户外 - 内操场 - 篮球场 - 200m环形跑道 - 人造草藤球运动场 |
| - 体育馆 - 篮球馆 - 乒乓球馆 |
| - 新楼 - 600人礼堂 - 300人报告厅 - 物理实验室（3楼） - 化学实验室（1、3楼） - 生物实验室（2楼） - 信息技术教室（4楼） - 录播教室（4楼） - 学生图书角（4楼楼道） |
| - 潘复楼 - 学校办公室-103 - 财会室-106 - 校长室 - 书记室 |
| - 食堂 |

建设路校区：占地面积6，578平方米，建筑面积7，797平方米：

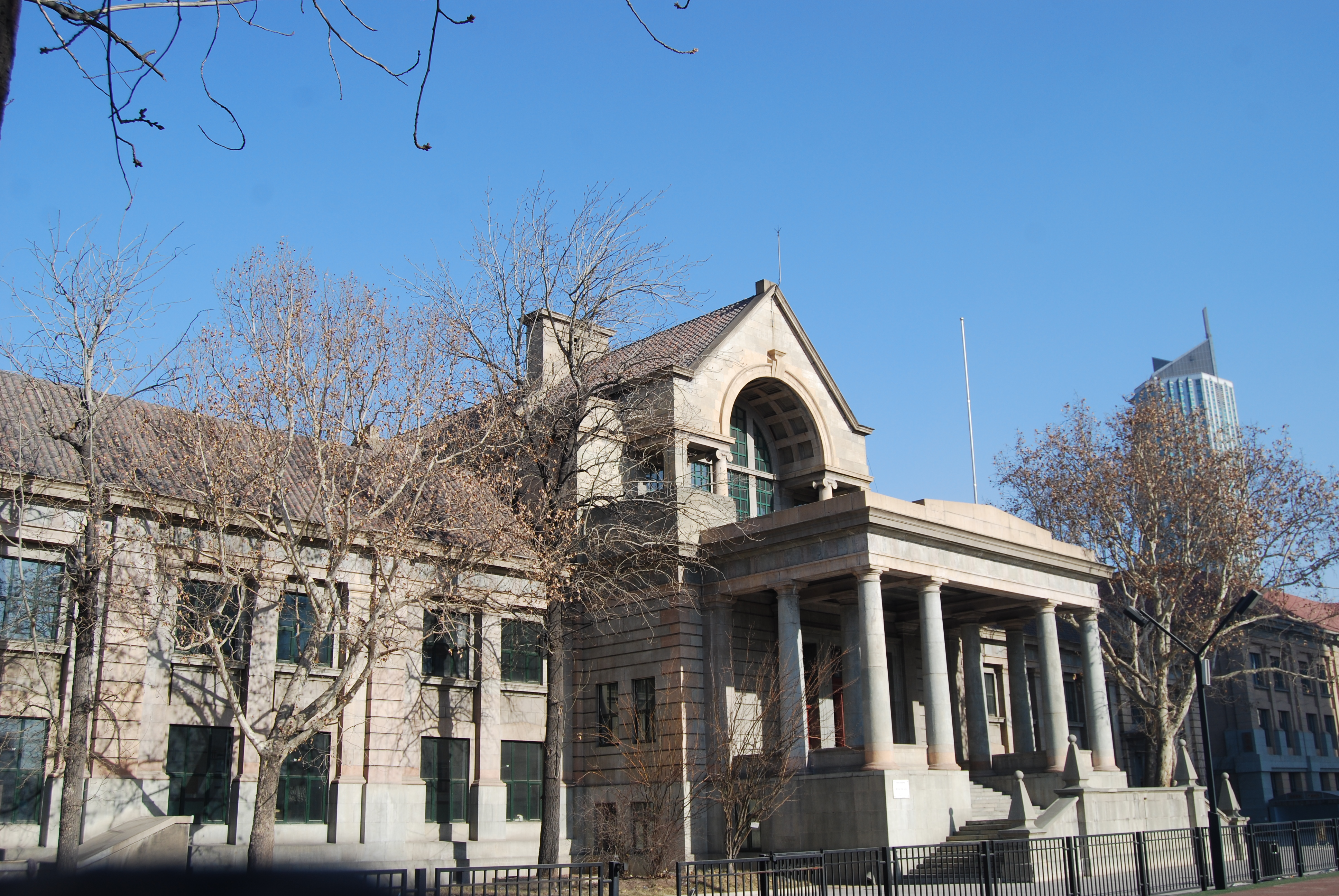
主楼
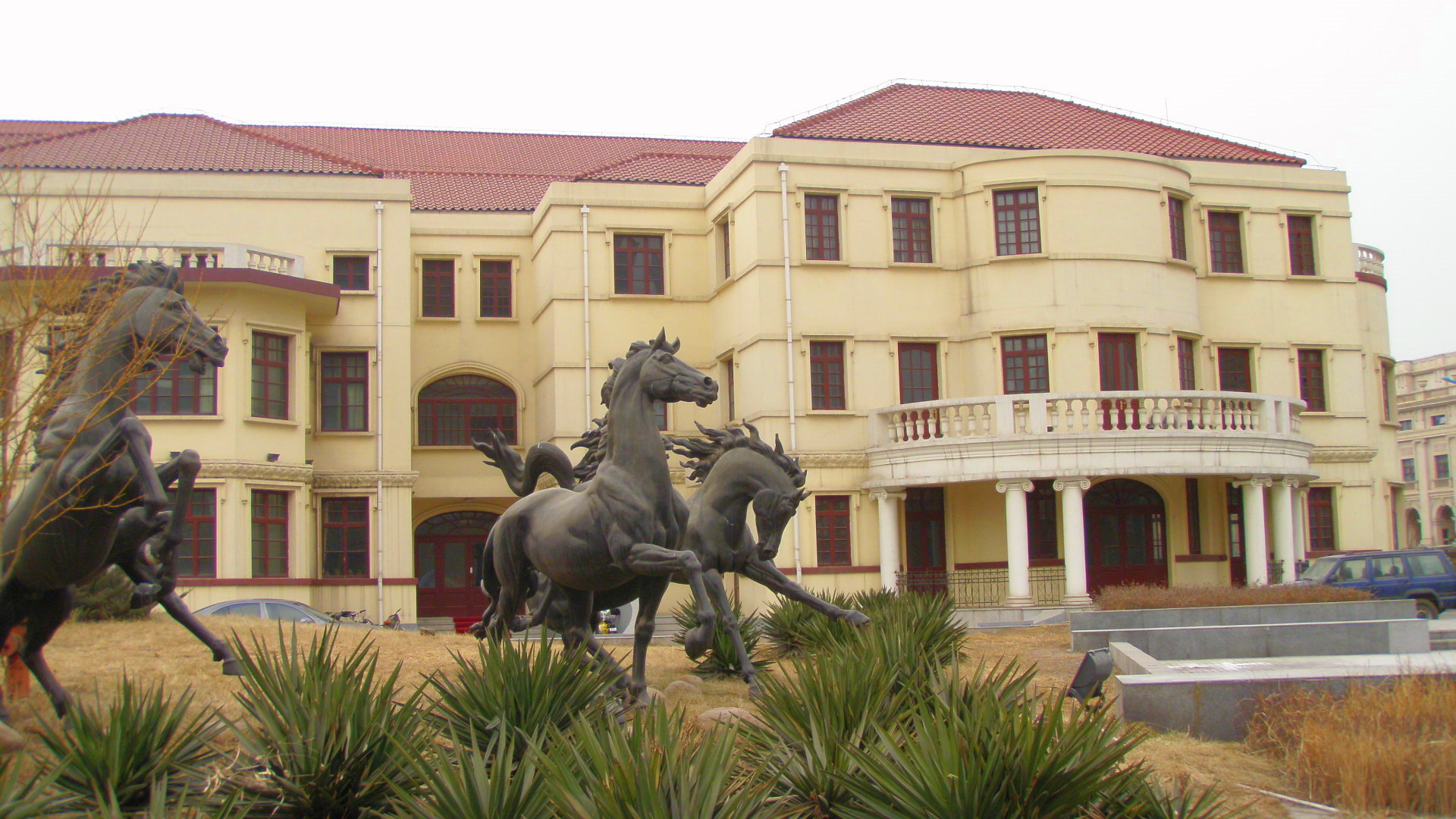
潘复楼

## 二十中学附小
天津市第二十中学附属小学，其校史最早可追溯至中华民国时期国民中心小学，1949年以来，先后更名为五区中心小学、新华区中心小学、二十中附小（二十中学小学部）、重庆道小学。2002年8月与南京路小学合并，恢复校名天津市第二十中学附属小学。目前校区在原南京路小学校址。现有21个教学班，学生640人。学校占地面积2448平方米，建筑面积3461平方米。（此小学除借用名称外，其他与天津市第二十中学无关）

## 影视作品

### 电影
- 《南京！南京！》
- 《梅兰芳》
- 《救我》

### 电视剧
- 《玉碎》[8]
- 《马永真》

## 相关链接
- 天津市二十中学
- 校史资料 （页面存档备份，存于）